# João Corrêa de Bittencourt
João Corrêa de Bittencourt (São João, Tubarão, Santa Catarina, 22 de outubro de 1910 – 17 de março de 1995) foi um comerciante e político brasileiro.
Filho dos agricultores Jenovêncio Luiz de Bittencourt (mais conhecido como "Jovem") e Feliciana Corrêa de Souza. Casou com Luiza Losso em Lauro Müller em 26 de julho de 1935, filha de Celeste Losso e de Esther Dal-Bó Losso.
Nas eleições de 15 de novembro de 1982 Jorge Bornhausen do Partido Democrático Social (PDS) foi eleito senador por Santa Catarina, sendo eleitos suplentes Ivan Orestes Bonato e João Corrêa de Bittencourt. Concorreu ao cargo de deputado estadual por Santa Catarina nas eleições de 3 de outubro de 1958 pela União Democrática Nacional (UDN), 7 de outubro de 1962 pela UDN, 15 de novembro de 1966 pela Aliança Renovadora Nacional (ARENA), 15 de novembro de 1970 pela ARENA, 15 de novembro de 1974 pela ARENA e 15 de novembro de 1978 pela ARENA. Suplente em todos estes pleitos para deputado estadual, assumiu o cargo entre 1963 e 1967 e de 15 de março de 1975 a 15 de março de 1979, na 8ª legislatura (1975 — 1979), no governo de Antônio Carlos Konder Reis.
Foi um dos fundadores, dentre outros com José de Lerner Rodrigues, da Rádio Cruz de Malta de Lauro Müller.